# Escamarão
Escamarão é uma localidade situada na freguesia de Souselo, no concelho de Cinfães, distrito de Viseu, Portugal. Localiza-se na margem esquerda do rio Douro, próximo da confluência com o rio Paiva, e destaca-se pelo seu património histórico, religioso e paisagístico.
História
A história de Escamarão remonta à Idade Média, quando constituía um couto e freguesia autónoma. A sua importância estratégica deveu-se à localização junto ao rio Douro, funcionando como ponto de travessia e de acostagem fluvial. O couto e a freguesia foram extintos com a chegada do liberalismo, sendo anexados à freguesia de Souselo pelo Decreto n.º 24, de 16 de maio de 1832 . 
Património
Igreja de Nossa Senhora da Natividade
Também conhecida como Igreja de Escamarão, é um templo de origem românica, construído entre o final do século XII e o início do século XIII. Apresenta elementos arquitetónicos românicos e góticos, como o portal principal com arco apontado e arquivoltas decoradas. No interior, destaca-se o altar-mor em talha dourada e os altares laterais revestidos a azulejos dos séculos XV e XVI. A igreja foi classificada como Imóvel de Interesse Público pelo Decreto n.º 37.728, de 5 de outubro de 1950 .
Cais de Escamarão
O cais localiza-se junto à Igreja de Nossa Senhora da Natividade e integra a Rota do Românico. Além de permitir a acostagem de embarcações de recreio, dispõe de um bar-esplanada, loja de produtos regionais, espaço de merendas e um percurso vocacionado para atividades físicas, como caminhada, corrida e ciclismo .
Festividades
Em Escamarão celebra-se a festa de São Miguel no final de setembro, sendo o dia 29 dedicado a este santo. As festividades incluem procissões e outras manifestações religiosas e culturais .
Bibliografia
- Rota do Românico. “Cais de Escamarão”. Disponível em:
- Rota do Românico. “Igreja de Escamarão”. Disponível em:
- Infopédia. “Igreja Matriz de Escamarão”. Disponível em:
- Junta de Freguesia de Souselo. “Historial”. Disponível em:
- Centro Português de Fotografia. “Escamarão: Festa de São Miguel”. Disponível em: